# 大阪市交通局1701形電車

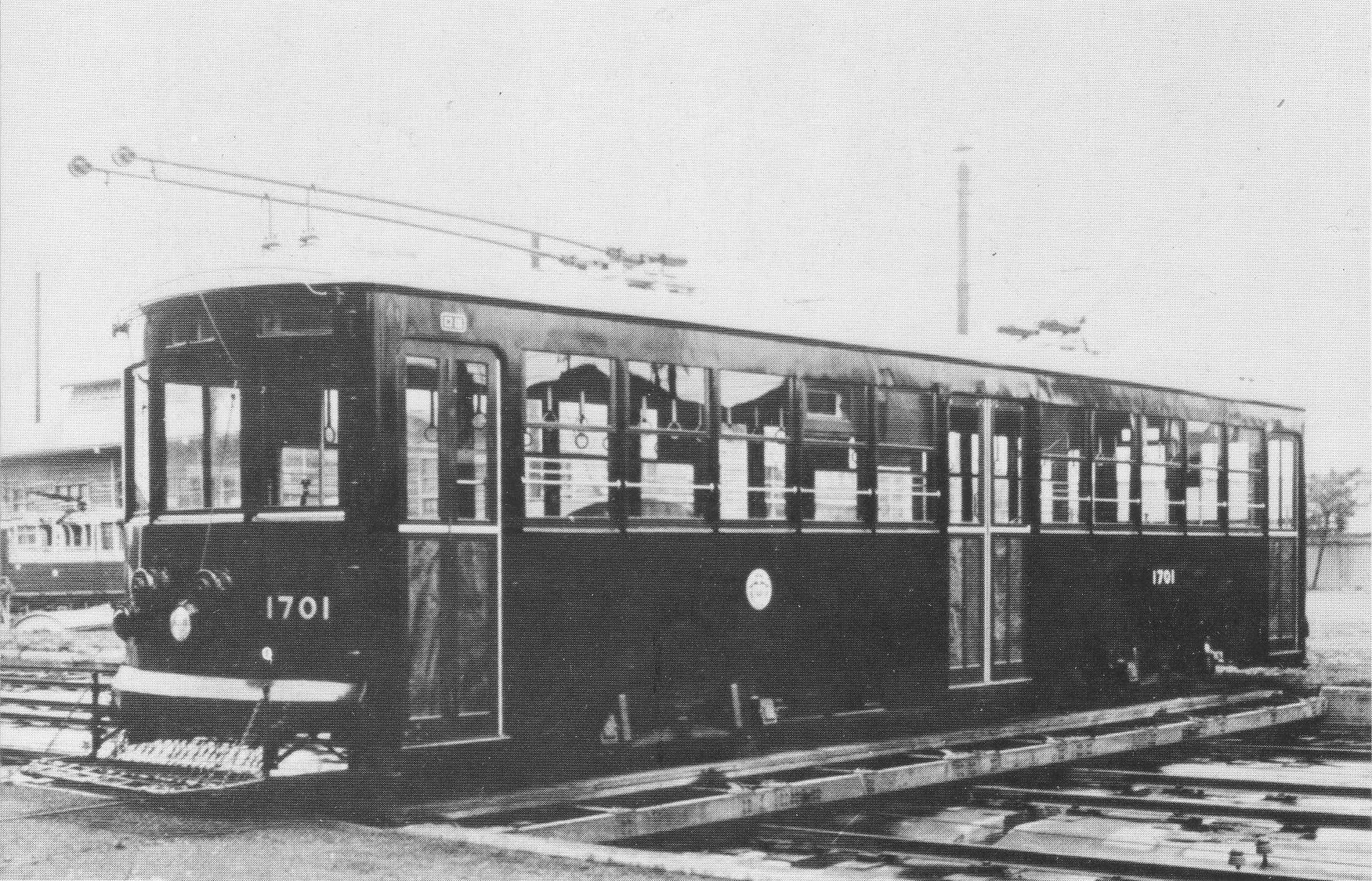
1701

大阪市交通局1701形電車（おおさかしこうつうきょく1701がたでんしゃ）とは、大阪市交通局が保有していた路面電車車両である。登場時期の違いによって、1942年に登場した1701形と1947年に登場した1711形、1948年に登場した1751形の3形式に分かれるが、台車や電装品は3形式ともほぼ同一のものを使用しており、外観もほとんど差異がないことから、このページでは3形式を併せて紹介する。

## 製造経緯
日中戦争の勃発以降、1938年に成立した国家総動員法などの戦時の経済統制に関する法律の施行により、ガソリン、軽油などの液体燃料は軍需中心に使われることとなり、民需への割当は削減され、木炭やコーライトなどの代用燃料の使用を推進（強要）されることとなった。このために地方鉄道や大都市近郊のローカル線で成長を始めたガソリンカーやディーゼルカーなどの気動車も、その使用を制限されて成長を阻まれることとなったほか、大正末期から商業車中心に勃興してきた日本のモータリゼーションも一旦終息を迎えた。大陸での戦火が拡大するに従い、トラックは軍事用に徴発され、バスはパワーの出ない代用燃料の使用によって、しばしば立ち往生や坂道でのエンストに苦しむことになった。
大阪市においても、1938年の陸上交通事業調整法の施行により、それまで難航していた民営の大阪乗合自動車（青バス）との買収交渉をようやく成立させ、同年10月に大阪市が同社の事業を買収して再び市内公共交通機関の市営一元化に成功したが、戦時色が強まる中でバス事業の維持は次第に困難になり、市電と併走していた区間から撤退して、周辺地域のフィーダーサービス確保を中心に路線を設定する方向に転換した。このことによって市電へ乗客が集中するようになったほか、軍需産業の活性化に伴い、軍需工場や港湾で働く労働者も増加したことから、市電の輸送力確保が大きな課題となった。このために、1940年2月から利用者の少ない停留所を通過する急行運転を開始して輸送力の確保を図ったほか、車両の面でも、バスとの競合への対策から、1931年の801形の登場以降、901形、旧2001形、旧2011形などの中型車を次々と投入していたものを一変させ、同年には遊休化していたボギー散水車の26 - 30号を活用して、1601形以来の大型ボギー車である、1581形を登場させた。その後も、翌1941年に太平洋戦争に突入したことから、当時「産業戦士」と呼ばれていた軍需工場への労働者の輸送手段を確保することは、事業者にとっても新車投入の大義名分となるものであり、重要なファクターでもあった。1701形は、このような状況の下で戦災前の大阪市電最後の新造車、それも大型ボギー車として登場した。
戦後は、空襲で焼け野原になった街でいち早く復旧した市電に利用者が殺到した。しかし市電も被災しており、多くの車両が空襲による被災や故障などで動けなかった。数少ない動ける市電の中には、明治末期から大正の初めにかけて製造された、501形や601形といった老朽木造車がまだ使われており、1711・1751形は、このような時期に老朽車の淘汰と輸送力の確保を図るために登場した。

## 概要
1701形　前述のように、1942年に田中車輌で12両、木南車輌製造で6両の合計18両が製造され、全車都島車庫に配属された。全長は13.7mで、側面及び前面窓配置は先に登場した1581形（1949年に1651形へ改番）と同じD5D5D、前面3枚窓で、側窓は2011形譲りの大きな2段窓が継承された。また、客用扉も1581形同様で、前後扉は2枚折戸、中央扉は左右連動の両開き扉であった。台車はブリル77E台車を装着し、主電動機は端子電圧600V時1時間定格出力37.5kWの三菱電機MB-245-Lを2個搭載し、制御器は同じく三菱電機KR-8を搭載していた。
1701形は当初30両製造の予定であったが、資材不足のため18両で製造を打ち切り、戦災で8両が焼失した。1711形登場直前の1947年に番号整理を実施して、戦災に遭って廃車した車両の欠番を埋めた。
1711形　戦後初の新造車として、1947年6月から1948年7月にかけて日立製作所で30両、若松車両で10両の合計40両が製造された。側面及び前面窓配置は1701形と同一であるが、前後扉が1701形の2枚折戸から引き戸に変更された。足回りや電装品にも大きな変更はなかったが、モーターについては1701形と同じMB-245-Lの他に、同じ1時間定格出力37.5kWのMB-172-LRBが装備された車両があったほか、制御器もKR-8のほかに改良版の三菱電機KR-208を搭載した車両があった。内装は、当時の物資不足を反映して、木製のベンチのような座席を採用していたが、車体の工作は同時期の車両と比較しても程度は良かった。また1711形の車体寸法は、運輸省の規格型電車の路面電車向け車体として採用されたこともあって、横浜市電3000形（後の1300形）や西鉄北九州線500形（後の広電600形）などの同型車が存在した。
1711形の新造時には、当初は西成線安治川口駅から馬車で春日出車庫まで搬入するという、二条駅から壬生車庫まで牛の牽くトレーラーで搬入した京都市電600形の搬入風景と同じような光景が見られたが、道路の舗装状態が劣悪で車体が荷台から落ちる危険があったことから、中央市場の側線を活用して、市場内で搬入してから西野田線に送り込んで整備する、という方法に変更された。
1751形　1948年12月から1949年9月にかけて若松車両で7両、日立製作所で13両、広瀬車輌で20両の合計40両が製造された。1711形の続番でもあり、大きな変更点はないが、使用している部品等の品質が向上したことと、架線の単線化が完了したことから、当初からトロリーポールが1本のシングルポールで登場したことが特記される。足回りや電装品にも大きな変更はなく、再びモーターはMB-245-L、制御器はKR-8に統一された。

## 運用

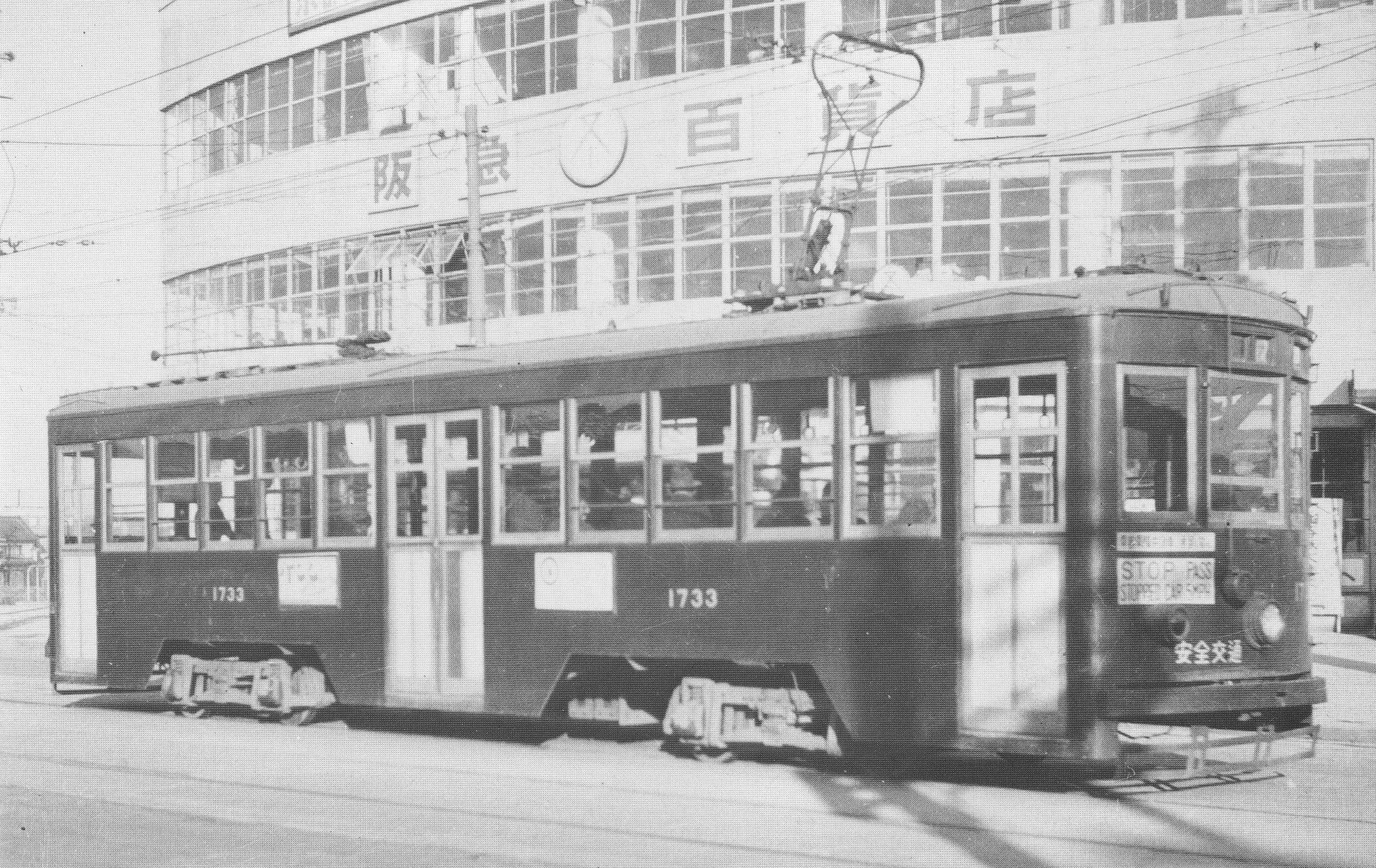
1733（1950年12月、天満橋）

1701形は戦争が激しさを増す中で、軍需工場への労働者を大量輸送するために登場したが、戦争が終了すると、今度はその輸送力が押し寄せる乗客をさばくのに大いに役立った。また、1701形各形式の足回り及び電装品は日本の路面電車で最も普及した製品であり、運転・整備の両者にとっても扱いよかった。大阪市電は戦災で1001形、1501形、1601形といった大型車の多くを失っており、戦後復興する過程で1701形の果たした役割は大きかった。
これは天王寺車庫に配属された1701・1711形の話であるが、1701形は運転手のドア操作を考慮して取り付けた前後扉の2枚折戸が、満員時にドアのステップに乗客が立つと開閉が困難になったので、引き戸の1711形のほうが客扱い上都合がよかったようである。また、1711形は他形式に比べると歯車比が低く、高速性能が高かったことから、運転手には喜ばれていた。もっとも、1711形のばねは満員時にちょうどいいように設定されていたことから、閑散時に交差点を通過すると頭に響くほどの衝撃があったそうである。
このような1701形（1711・1751形を含む）も戦後の混乱が収まるにつれて、板張りのベンチシートにクッションと背ずりをつけて、戦前登場の各形式と変わらないように整備された。1956年には完全2人乗務化により、使わなくなった後部扉を閉鎖して、側面窓配置もD5D6となった。
1701形は両数も90両と戦後の大型ボギー車の中では最大勢力を誇り、市電全車庫に配属されたことから、市内で幅広く見られる車両となった。その後、1965年ごろには1746 - 1749の4両が広電750形として譲渡された1651形の大阪市電型台車を一時期装着していたことがある。

## 晩年
大阪市電廃止の過程では、1967年から廃車が始まり、翌1968年に全車廃車された。廃車後、そのうちの6両（1702 - 1707）が長崎電気軌道に譲渡され、台車や電装品を活用して同社の500形となった。また、1720号が1964年12月に三宝線内でダンプカーと正面衝突事故を起こし、裁判の証拠物件として市電廃止後の1972年まで存置された後に解体された。